# Подгорце
Подгорце (алб. Podgorc, Podgorcë, Podgorca) је насеље у општини Витина, Косово и Метохија, Република Србија.

## Историја
У турском катастарском попису — дефтеру из 1455. године помиње се под именом Подгорица и наводи се да у селу има 36 домаћинства са 41 српским становништвом, на челу са попом, и једним Арбанасом.

## Порекло становништва по родовима
Село су у првој половини 18. века основали Вукићи. Име села је дошло зато што је под гором. Ту је била и црква Свете Богородице у Подгорцу.
Српски родови:
- Вукићи (4 кућа, Св. Петка). Досељени у првој половини 18. века из Стагова код Качаника.
- Кулићи (2 кућа, Св. Јован). Пресељени из Бинача око 1780. године.
- Девајци (1 кућа, Св. Ђорђе). Досељени средином 15. века из Деваја.
- Дунчићи (1 кућа, Св. Никола). Досељени из Витине од истоименог рода, после Девајаца.

## Становништво
| Демографија | Демографија | Демографија |
| Година      | Становника  | Становника  |
| ----------- | ----------- | ----------- |